# Detlev Buck
Detlev Buck (Bad Segeberg, 1º dicembre 1962) è un regista, sceneggiatore, attore e produttore cinematografico tedesco.

## Biografia
Ancora studente di scienze agrarie, nel 1985 ottiene un sorprendente successo di critica e pubblico con l'opera d'esordio, il mediometraggio semi-amatoriale da lui scritto, diretto e interpretato Erst die Arbeit und dann?. Decide quindi di studiare cinema all'Accademia Cinematografica e Televisiva di Berlino e nel 1991 esordisce nel lungometraggio con Karniggels, prodotto dalla casa di produzione Boje Buck-Produktion Berlin da lui fondata insieme all'amico Claus Boje.
I suoi lavori sono contraddistinti da un umorismo caustico e irriverente, e spesso vertono sulla contrapposizione tra la Germania rurale e paesana e quella più civilizzata e borghese.

## Filmografia parziale
Regista
- 1985: Erst die Arbeit und dann?
- 1991: Karniggels
- 1993: Wir können auch anders...
- 1996: Männerpension
- 1998: Liebe deine Nächste!
- 2000: LiebesLuder
- 2006: Giovane e violento (Knallhart)
- 2007:  Hände weg von Mississippi
- 2009:  Same Same But Different
- 2011:  Rubbeldiekatz
- 2012:  Die Vermessung der Welt
- 2014:  Bibi & Tina
- 2018: Asphaltgorillas

Attore
- 1994: Alles auf Anfang, diretto da Reinhard Münster
- 1999: Sonnenallee, diretto da Leander Haußmann
- 1999:  Aimée & Jaguar, diretto da Max Färberböck
- 2002: Blue Moon, diretto da Andrea Maria Dusl
- 2003: Herr Lehmann, diretto da Leander Haußmann
- 2005: NVA, diretto da Leander Haußmann
- 2007: Midsummer Madness, diretto da Alexander Hahn
- 2009: Il nastro bianco (Das weiße Band - Eine deutsche Kindergeschichte), diretto da Michael Haneke
- 2009:  12 Meter ohne Kopf, diretto da Sven Taddicken
- 2009: Contact High, diretto da Michael Glawogger
- 2012: Windstorm - Liberi nel vento (Ostwind), diretto da Katja von Garnier
- Rocca cambia il mondo regia di Katja Benrath - film Tv (2019)
- Amrum, regia di Fatih Akın (2025)

## Doppiatori italiani
- Massimo Rossi ne Il nastro bianco
- Andrea Ward in Windstorm - Liberi nel vento